# Ana Redondo
Ana María del Carmen Redondo García, née le 16 juillet 1966 à Valladolid, est une femme politique espagnole membre du Parti socialiste ouvrier espagnol (PSOE). Elle est ministre de l'Égalité depuis 2023.

## Biographie

### Formation et vie professionnelle
Ana María del Carmen Redondo García naît le 16 juillet 1966 à Valladolid.
Elle est titulaire d'une licence en droit et d'un doctorat en droit constitutionnel de l'université de Valladolid. Elle y enseigne cette matière.

### Carrière politique régionale et locale
Ana Redondo est élue en 2007 députée aux Cortes de Castille-et-León, et réélue en 2011. Elle est porte-parole du groupe socialiste entre 2008 et 2011, puis de 2014 à 2015. Elle est également vice-secrétaire générale du Parti socialiste de Castille-et-León-PSOE (PSCyL-PSOE) entre 2012 et 2014.
En 2015, elle se présente aux élections municipales à Valladolid, en deuxième position sur la liste d'Óscar Puente. Devenu maire, il la nomme conseillère municipale déléguée à la Culture et au Tourisme. Ensemble, ils organisent une stratégie d'attractivité touristique basée sur l'organisation de concerts géants sur la grande place de la ville. Elle abandonne son poste quand Puente perd la mairie, en 2023.
Elle se revendique admiratrice de feue l'ancienne ministre Carme Chacón, aussi bien pour son rôle sous les mandats de José Luis Rodríguez Zapatero que pour son engagement féministe.

### Ministre de l'Égalité
Pedro Sánchez annonce le 20 novembre 2023 qu'Ana Redondo sera ministre de l'Égalité dans son troisième gouvernement, ce qui marque le retour de ce portefeuille dans le giron du Parti socialiste après le mandat d'Irene Montero, membre de Podemos. Avec l'ensemble de ses collègues, elle prête serment et entre en fonction le lendemain puis procède à la passation de pouvoir avec sa prédécesseure.